# Ulów (województwo świętokrzyskie)
Ulów – wieś w Polsce położona w województwie świętokrzyskim, w powiecie ostrowieckim, w gminie Bałtów.
Na początku XIX w. dziedzicznym właścicielem wsi był Stanisław Stępniewski herbu Szreniawa, a w II p. XIX w. należała do Józefa Wojtowicza herbu Lubicz i Marianny Zaczek herbu Rawicz.
W latach 1975–1998 miejscowość należała administracyjnie do województwa kieleckiego.
Wierni Kościoła rzymskokatolickiego należą do parafii św. Rozalii w Podgórzu.